# Sayuri Yahagi
Sayuri Yahagi (矢作 紗友里?, Yahagi Sayuri; Tokyo, 22 settembre 1986) è una doppiatrice giapponese, nota come seiyū di anime e videogiochi.

## Doppiaggio

### Anime
- Karin (2005): Karin Maaka (debutto)
- Busō renkin (2006): Hanaka Busujima
- Let's Go Taffy (2006): Audrey
- Tokimeki Memorial Only Love (2006): Yūka Fujikawa
- Kenkō zenrakei suieibu umishō (2007): Maaya Nanako
- Koharu biyori (2007): Ran Midō
- School Rumble ni gakki (2006): Mio Tennouji
- Kirarin Revolution (2007): Muutan Tenkiyo-Hoono Coe
- Kyōshirō to towa no sora (2007): Kū Shiratori
- Otogi-jūshi Akazukin (2007): Gretel
- Sola (2007): Chisato Mizuguchi
- Tōkyō majin gakuen: kenpuchō tō (2007): Kyoko Tōno
- To Love-Ru (2008): Haruna Sairenji
- Kemono to chat (2009): Mito Azuma
- MM! (2010): Noa Hiiragi
- Uragiri wa Boku no Namae wo Shitteiru (2010): Aya Kureha
- Maken-Ki! (2011): Himegami Kodama
- Sword Art Online (2011): Sakuya
- Plastic Memories (2015): Zack
- Senran Kagura: Estival Versus - Mizugi-darake no zen'yasai (2015): Murasaki
- Utawarerumono: itsuwari no kamen (2015): Honoka
- Senran Kagura: Shinovi Master (2018): Murasaki
- Steins;Gate 0 (2018): Maho Hiyajo
- Given (2019): Yayoi Uenoyama
- Sword Art Online: Alicization - War of Underworld (2019): Sakuya
- You and Idol Pretty Cure♪ (2025): Chokkirine

### Videogiochi
- Luminous Arc 3: Eyes (2009): Kirika
- Record of Agarest War 2 (2010): Aina
- Akiba's Trip (2011): Little Sister
- Senran Kagura: Shinovi Versus (2013): Murasaki
- Tears to Tiara II: Heir of the Overlord (2013): Kleito
- Senran Kagura: Bon Appétit! (2014): Murasaki
- Senran Kagura: Estival Versus (2015): Murasaki
- Stella Glow (2015): Nonoka
- Steins;Gate 0 (2015): Maho Hiyajo
- Sword Art Online: Lost Song (2015): Sakuya
- Utawarerumono: Mask of Deception (2015): Honoka
- Plastic Memories (2016): Zack
- Utawarerumono: Mask of Truth (2016): Honoka
- Fire Emblem Heroes (2017): Cath, Vika
- Senran Kagura: Peach Beach Splash (2017): Murasaki
- Accel World Vs. Sword Art Online: Millennium Twilight (2017): Sakuya
- Azur Lane (2017): IJN Kinu, Murasaki
- Senran Kagura Reflexions (2017): Murasaki
- Million Arthur: Arcana Blood (2017): Type II Peridod, Supporter Claire
- Memories Off: Innocent Fille (2018): Mizuha Himuraki
- Senran Kagura: Peach Ball (2018): Murasaki
- Kandagawa Jet Girls (2020): Murasaki
- Street Fighter 6 (2023): voce avatar femminile 3
- Unicorn Overlord (2024): Ridiel
- Gundam Breaker 4 (2024): Khara Paccio